# Tmarus piger
Tmarus piger är en spindelart som först beskrevs av Charles Athanase Walckenaer 1802.  Tmarus piger ingår i släktet Tmarus och familjen krabbspindlar. Inga underarter finns listade i Catalogue of Life.